# 2. Liga
Premier League es la sexta categoría del Sistema de Ligas de Suiza. La división está dividida en 17 grupos, de 12, 13 o 14 equipos por región geográfica. Los equipos juegan normalmente en su propio cantón.

## Asociaciones regionales
- Aargauischer Fussballverband (AFV)
- Fussballverband Bern/Jura - Association de football Berne/Jura (FVBJ-AFBJ)
- Innerschweizerischer Fussballverband (IFV)
- Fussballverband Nordwestschweiz (FVNWS)
- Ostschweizer Fussballverband (OFV)
- Solothurner Kantonal-Fussballverband (SKFV)
- Fussballverband Region Zürich (FVRZ)
- Federazione ticinese di calcio (FTC)
- Association fribourgeoise de football - Freiburger Fussballverband (AFF-FFV)
- Association cantonale genevoise de football (ACGF)
- Association neuchâteloise de football (ANF)
- Association valaisanne de football (AVF)
- Association cantonale vaudoise de football (ACVF)

## Temporada actual
La temporada 2019-20 es la temporada actual de la 2. Liga suiza. (Actualizado)

### AFV (Aargau)
- FC Fislisbach
- FC Gränichen
- FC Gontenschwil
- Kölliken
- Lenzburg
- FC Mutschellen
- FC Niederwil
- FC Oftringen
- FC Othmarsingen
- Rothrist
- Sarmenstorf
- FC Schönenwerd-Niedergösgen
- Suhr
- Wohlen U-23

### FVBJ-AFBL (Bern&Jura)
| Regional - Gruppe 1 - FC Bern 1894 - FC Bosporus - SC Bümpliz 78 - AS Italiana - FC Länggasse - SV Meiringen - FC Muri-Gümligen - FC Ostermundigen - FC Prishtina Bern - FC Rothorn - FC Steffisburg - FC Weissenstein Bern | Regional - Gruppe 2 - FC Aarberg - FC Azzurri Bienne - FC Besa Biel/Bienne - US Boncourt 1 - FC Breitenrain - FC Courroux 1 - FC Courtételle 1 - FC Develier - FC Kirchberg - FC Langnau - SV Lyss - FC Nidau |

### IFV (Luzern,Uri, &Zug)
- FC Altdorf
- SC Cham II
- SC Emmen
- FC Entlebuch
- FC Eschenbach I
- FC Gunzwil
- FC Hochdorf
- FC Littau I
- Luzerner SC
- SC Obergeissenstein
- FC Schattdorf
- FC Sempach
- FC Stans
- FC Sursee

### FVNWS (Aargau,Basel-Landschaft,Basel-Stadt, &Zürich)
- FC Aesch
- FC Birsfelden
- FC Black Stars
- FC Concordia Basel
- FC Dardania
- FC Gelterkinden
- FC Laufen
- FC Möhlin-Riburg/ACLI
- SV Muttenz
- BSC Old Boys
- FC Pratteln
- FC Reinach
- AS Timau Basel
- FC Wallbach-Zeiningen

### OFV (Glarus,Graubünden,St. Gallen, &Thurgau)
| Gruppe 1 - FC Altstätten 1 - FC Arbon 05 1 - FC Au-Berneck 05 1 - FC Mels 1 - FC Montlingen 1 - FC Rheineck 1 - FC Romanshorn 1 - FC Rorschach-Goldach 17 1 - FC Ruggell 1 - US Schluein Ilanz 1 - FC St. Margrethen 1 - FC Vaduz 2 | Gruppe 2 - FC Abtwil-Engelburg 1 - SC Bronschhofen 1 - FC Eschenbach 1 - FC Frauenfeld 1 - FC Linth 04 2 - FC Rapperswil-Jona 1928 AG 2 - FC Schmerikon 1 - FC Sirnach 1 - FC Uzwil 2 - FC Wängi 1 - FC Wattwil Bunt 1929 1 - FC Winkeln SG 1 |

### SKFV (Solothurn)
- FC Bellach
- FC Biberist
- FC Dulliken
- SC Fulenbach
- FC Härkingen
- FC Iliria
- FC Klus-Balsthal
- FC Lommiswil
- FC Mümliswil
- FC Oensingen
- FC Subingen
- FC Wangen b.O.

### FVRZ (Schaffhausen,Schwyz, &Zürich)
| Gruppe 1 - FC Altstetten 1 - FC Horgen 1 - FC Männedorf 1 - FC Red Star ZH 2 - FC Regensdorf 1 - FC Schlieren 1 - FC Seefeld ZH 1 - FC Unterstrass 1 - FC Urdorf 1 - FC Wettswil-Bonstetten 2 - FC Witikon 1 - FC Wollishofen 1 - SC YF Juventus 2 - FC Zürich-Affoltern 1 | Gruppe 2 - FC Brüttisellen-Dietlikon 1 - FC Diessenhofen 1 - FC Dübendorf 1 - FC Effretikon 1 - FC Gossau 1 - FC Greifensee 1 - FC Oerlikon/Polizei ZH 1 - FC Phönix Seen 1 - FC Schaffhausen 2 - SV Schaffhausen 1 - FC Uster 1 - FC Wallisellen 1 - FC Wetzikon 1 - FC Wiesendangen 1 |

### FTC (Ticinese)
- US Arbedo
- FC Ascona
- SC Balerna
- AS Cademario
- FC Cadenazzo
- AS Castello
- AS Coldrerio
- AC Malcantone
- AS Minusio
- FC Morbio
- FC Rapid Lugano 1
- AC Sementina
- AC Vallemaggia
- Vedeggio Calcio

### AFF-FFV (Fribourg)
- ES Belfaux I
- FC Châtel-St-Denis I
- FC Gumefens/Sorens I
- FC Haute-Gruyère I
- FC Kerzers I
- FC Plaffeien I
- FC Richemond I
- FC La Roche/Pont-la-Ville I
- FC Saint-Aubin/Vallon I
- FC Sarine-Ouest I
- FC Schoenberg I
- FC Siviriez I
- FC Ueberstorf I
- FC Ursy I

### ACGF (Geneva)
- FC Aïre-le-Lignon 1
- FC Champel 1
- FC City 1
- FC Grand-Saconnex 1
- CS Interstar 1
- FC Kosova GE 1
- Lancy FC 2
- Meyrin FC 2
- FC Onex 1
- FC Perly-Certoux 1
- FC Plan-les-Ouates 1
- FC Versoix 1

### ANF (Neuchâtel)
- ASI Audax-Friul I
- FC Auvernier
- FC Béroche-Gorgier I
- FC Bôle I
- FC Boudry I
- FC La Chaux-de-Fonds II
- FC Coffrane I
- FC Etoile-Sporting I
- FC Fleurier I
- FC Le Locle II
- FC Marin-Sports I
- FC Saint-Imier I

### AVF (Valais)
- FC Bramois
- FC Brig-Glis
- FC Chippis
- US Collombey-Muraz
- FC Fully
- FC Grimisuat
- FC Leuk-Susten
- FC Monthey 2
- US Port-Valais
- FC Raron
- FC Salgesch
- FC Savièse
- FC Saxon Sports
- FC Vernayaz

### ACVF (Vaud)
| Gruppe 1 - FC Bavois II - FC Champagne Sports I - FC Champvent I - FC Cheseaux I - FC Crissier I - FC Echallens Région II - FC Grandson-Tuileries I - FC Jorat-Mézières I - FC Stade-Lausanne-Ouchy II - FC Lutry I - Pully Football I - Sport Lausanne Benfica I - FC Thierrens I - Yverdon Sport FC II | Gruppe 2 - FC Aigle I - FC Chêne Aubonne I - FC Concordia I - FC Dardania Lausanne I - FC Ecublens I - FC Gingins I - FC Gland I - ES FC Malley LS I - FC Montreux-Sports I - FC Stade Nyonnais II - FC Pied du Jura I - FC Saint-Légier I - US Terre Sainte II - FC Vevey United II |